# Нильская тиляпия
Ни́льская тиля́пия (лат. Oreochromis niloticus) — рыба семейства цихловых (Cichlidae).

## Описание
Максимальная длина тела 60 см, максимальный вес 4,3 кг, максимальная продолжительность жизни 9 лет.
Сжатое с боков тело покрыто циклоидной чешуёй. Спинной плавник длинный с 16—17 жёсткими лучами и 11—15 мягкими ветвистыми лучами. Жёсткая и мягкая части спинного плавника не разделены. Анальный плавник с 3 жёсткими и 10—11 мягкими лучами. Высота хвостового стебля равна его длине. Хвостовой плавник усечённый. Выпуклость на верхней части рыла отсутствует. На первой жаберной дуге 27—33 жаберных тычинок. Боковая линия прерывистая.
В нерестовый период появляется брачная окраска, особенно явно выраженная у самцов. Спина и бока приобретают светло-оранжевую окраску, а брюхо — оранжево-красную; на нижней челюсти появляется красно-оранжевое пятно. Брюшные, спинной и анальный плавники становятся красноватыми, на хвостовом плавнике появляются многочисленные чёрные полоски.

## Распространение

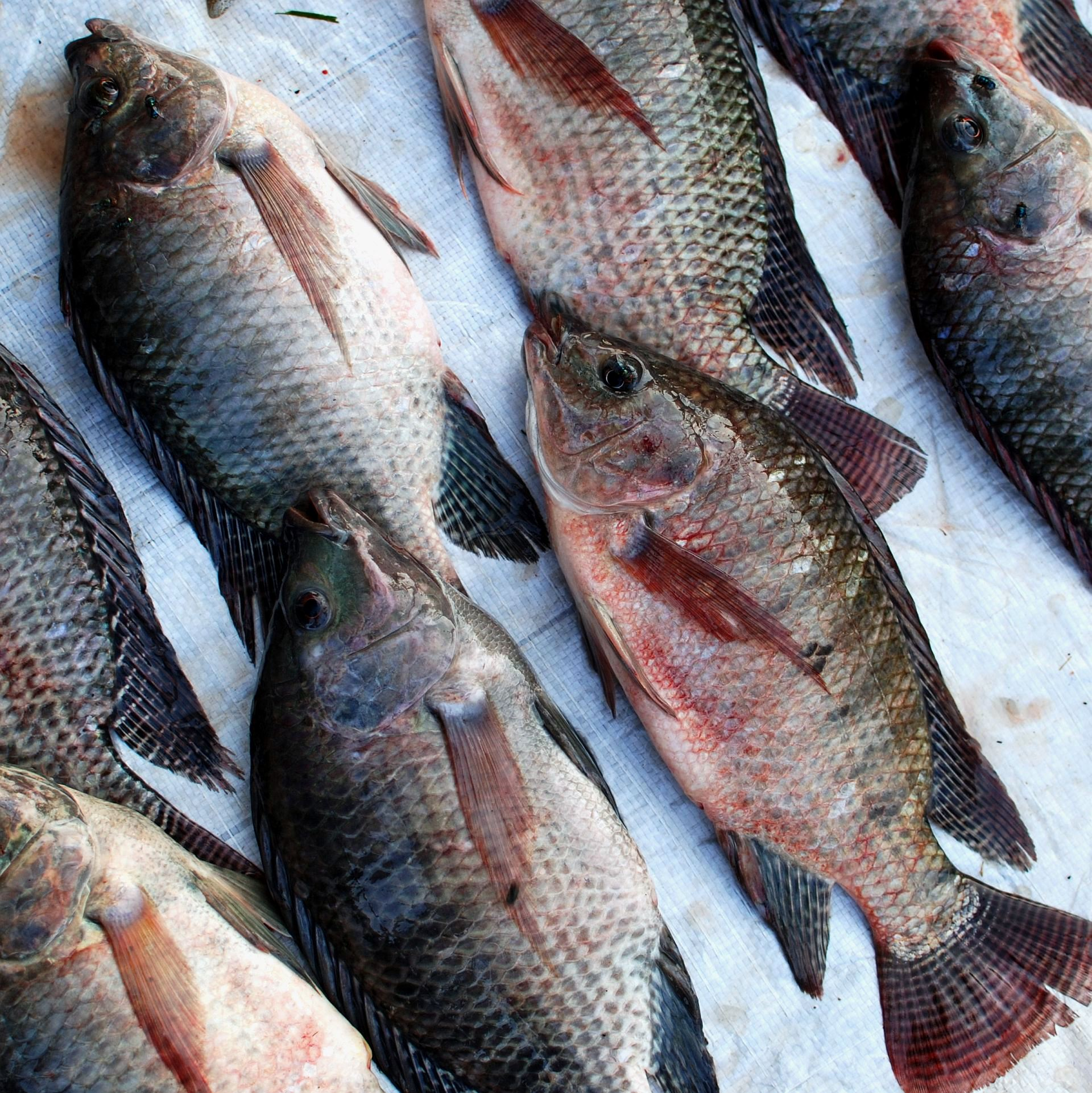
Тиляпия на рыбном рынке в Таиланде

Нативный ареал нильской тиляпии охватывает тропические и субтропические области северо-восточной, центральной и западной Африки и Ближнего Востока. Широко распространена в бассейнах рек Нил и Нигер, в озёрах Танганьика, Баринго, Киву, Рудольф, Тана, встречается в реке Яркон (Израиль).
Интродуцирована в водоёмы многих стран мира, включая такие страны и регионы как Южная Африка, Азия, Юго-Восточная Азия, Латинская Америка, США.

## Биология

### Питание
Нильская тиляпия потребляет преимущественно растительную пищу, доля которой в рационе превышает 95 %. Основным кормом служат макрофиты. Также в состав рациона входят фитопланктон, зелёные и синезелёные водоросли, диатомовые, личинки воздушных насекомых, водные насекомые и икра рыб. Наблюдается сезонное изменение спектра питания, в зимнее время при отсутствии макрофитов тилапии переходят на питание преимущественно водорослями.
Показано, что нильская тиляпия может служить биологическим мелиоратором, контролирующим численность малярийных комаров

### Размножение
Полового созревания достигает в возрасте 5—6 месяцев. Нерест при температуре выше 24 °С. Самец строит гнездо, выкапывая хвостом небольшую ямку в грунте и охраняет нерестовую территорию. Наблюдается ухаживания самца за самой зрелой самкой. После вымётывания нескольких порций икры и оплодотворения спермой самца, самка собирает икру в ротовую полость и удаляется от гнезда. Плодовитость от 100 до 1500 икринок в зависимости от размера самок. Самец в том же гнезде оплодотворяет икру другой самки. Икра инкубируется во рту самки в течение 3—4 дней. Личинки также держатся во рту самки или рядом с её головой в течение 1—2 недель до полного рассасывая желточного мешка. В это время самка не питается. Даже после перехода на активное питание мальки могут при опасности прятаться во рту или под жаберными крышками самки. В тех частях ареала, где температура в зимние месяцы опускается ниже оптимума, нерест прекращается. В тропических областях нерест продолжается круглый год.

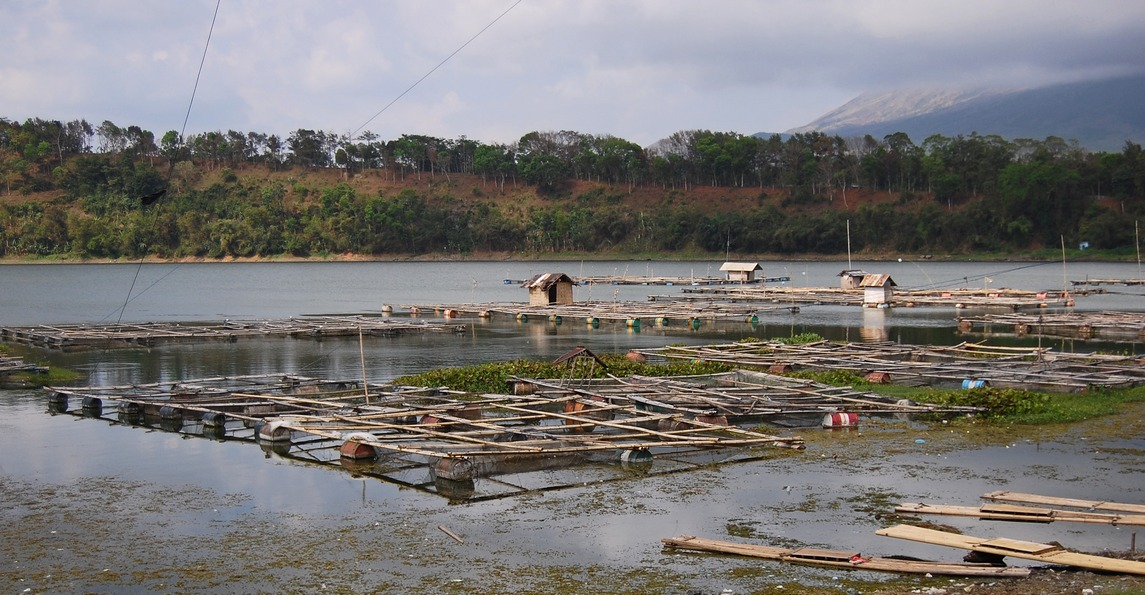
Выращивание тилапии в садках в Индонезии

## Аквакультура
По объёмам выращивания в товарных хозяйствах нильская тиляпия занимает восьмое место в мировой аквакультуре и даёт более 80 % мировой продукции всех видов тиляпий. Основные страны—производители: КНР, Египет, Таиланд, Филиппины и Индонезия.
| Год                        | 2002   | 2003   | 2004   | 2005   | 2006   | 2007   | 2008   | 2009   | 2010   | 2011 | 2012 | 2013 | 2014 |
| Объёмы выращивания, тыс. т | 1115,6 | 1271,9 | 1458,3 | 1659,1 | 1890,7 | 1862,9 | 2061,8 | 2240,6 | 2538,1 | 2810 | 3261 | 3425 | 3670 |

## Геном
Согласно GenBank  Архивная копия от 12 апреля 2018 на Wayback Machine геном имеет следующие характеристики:

Размер: 141.25 Мб.

Генов:  4011.